# Lady Williams

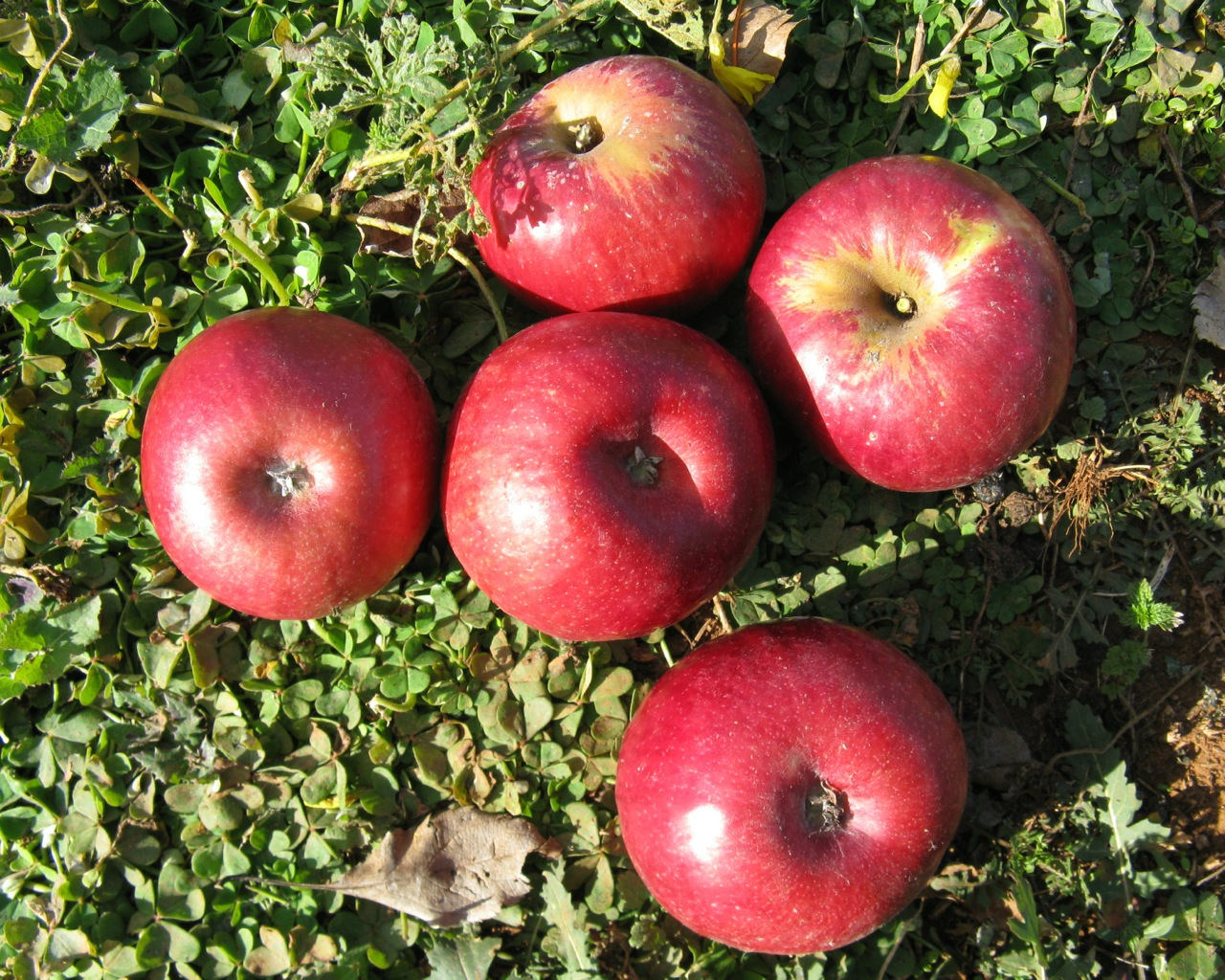

La « Lady Williams » est un cultivar de pomme issue d'un semis chanceux réalisé à Donnybrook, dans l'Ouest de l'Australie vers 1935 ; on pense qu'il s'agit d'un croisement entre la variété Rokewood et la Granny Smith.
En 1979, le croisement de la Lady Williams avec la Golden delicious a donné la Cripps Pink plus connu sous la marque "Pink Lady".